# Eva Mattes

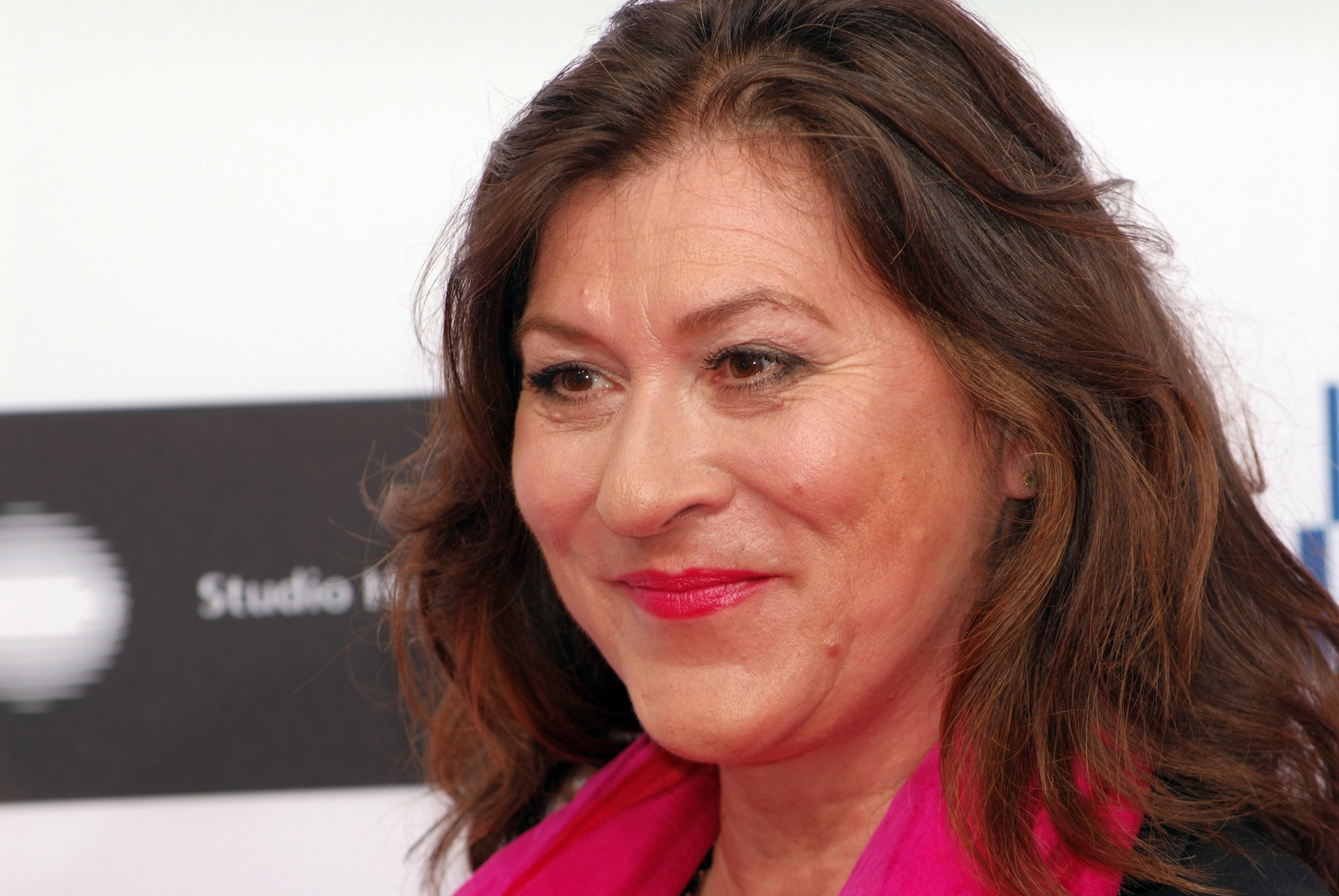
Eva Mattes (2012)

Eva Mattes (n. 14 decembrie 1954, Tegernsee, Bavaria, Germania) este o actriță și cântăreață austriacă. Din anul 1970 este o protagonistă importantă a filmelor și pieselor de teatru în limba germană. În anul 2002 a devenit cunoscută ca și comisara de poliție Klara Blum, în serialul TV, Tatort.

## Filmografie
- 1965: Dr. med Hiob Prätorius
- 1966: Der Tag, an dem die Kinder verschwanden (TV)
- 1970: o.k.
- 1970: Liebe unter 17
- 1970: Der Kommissar – Parkplatz-Hyänen
- 1971: Mathias Kneissl
- 1971: Berührungen (TV)
- 1972: Die bitteren Tränen der Petra von Kant
- 1972: Wildwechsel
- 1972: Acht Stunden sind kein Tag (TV-Serie)
- 1973: Supermarkt
- 1972–1974: Fontane Effi Briest
- 1973: Immobilien (TV)
- 1973: Desaster (TV)
- 1973: Liebe leidet mit Lust (TV)
- 1975: Die Hinrichtung
- 1976: Tausend Lieder ohne Ton (TV)
- 1977: Stroszek
- 1977: Frauen in New York (TV)
- 1978: In einem Jahr mit 13 Monden
- 1978: Schluchtenflitzer
- 1978: Union der festen Hand (TV)
- 1978: Woyzeck
- 1979: David
- 1979: Deutschland, bleiche Mutter
- 1979: Eva Mattes: Fragen an die Mutter (TV-Dokumentarfilm)
- 1980: Vergiftet oder arbeitslos? (TV-Dokumentation, Uraufführung 1982)
- 1981: Vor den Vätern sterben die Söhne (TV)
- 1981: Celeste
- 1982: Schubart und Franziska von Hohenheim (TV)
- 1982: Kleine Zeichen
- 1983: Die wilden Fünfziger
- 1983: Liebe Melanie (TV)
- 1983: Rita Rita / Rita Ritter
- 1984: Ein Mann wie EVA
- 1986: Auf immer und ewig
- 1988: Felix
- 1988: Fussel
- 1989: Herbstmilch
- 1989: Elektro-Lähmung – Ein Film gegen die Ohnmacht
- 1990: Der Kaufmann von Venedig (TV)
- 1992: Das Sommeralbum
- 1993: Der Kinoerzähler
- 1993: Motzki (TV-Serie)
- 1995: Das Versprechen
- 1995: Die Serpentintänzerin (TV)
- 1995: Schlafes Bruder
- 1996: Jugofilm
- 1997: Der Schrei der Liebe (TV)
- 1998: Widows – Erst die Ehe, dann das Vergnügen
- 1998: Und alles wegen Mama (TV)
- 1999: Otomo
- 1999: Mein liebster Feind (Dokumentarfilm)
- 1999: Die Straußkiste
- 2000: Salamander
- 2001: Himmlische Helden
- 2001: Duell – Enemy at the Gates
- 2001: Das Sams
- 2001: Goebbels und Geduldig
- 2001: Suck my Dick
- 2003: Die Farbe der Seele
- 2003: Sams in Gefahr
- 2004: Die Dreigroschenoper (TV)
- 2004: Warum läuft Herr V. Amok?
- 2004: Franz
- 2008: Lippels Traum (Kinofilm)

Tatort -Serial TV
- 2002: Schlaraffenland (28. April, Folge 499)
- 2002:	1000 Tode (3. November, Folge 513)
- 2003:	Stiller Tod (26. Januar, Folge 523)
- 2003:	Der Schächter (7. Dezember, Folge 550)
- 2004:	Bitteres Brot (18. Januar, Folge 555)
- 2005:	Die Spieler (9. Januar, Folge 585)
- 2005:	Der Name der Orchidee (6. März, Folge 590)
- 2005:	Das Lächeln der Madonna (25. Dezember, Folge 618)
- 2006:	Der schwedische Freund (26. März, Folge 626)
- 2006:	Gebrochene Herzen (23. Juli, Folge 636)
- 2007:	Engel der Nacht (9. April, Folge 662)
- 2007:	Blutsbande (9. September, Folge 672)
- 2008: Der Kormorankrieg (6. Januar, Folge 686)
- 2008: Seenot (24. März, Folge 692)
- 2009: Herz aus Eis (22. Februar, Folge 723)
- 2009: Im Sog des Bösen (7. Juni, Folge 736)
- 2010: Der Polizistinnenmörder (17. Januar, Folge 753)
- 2009/2010: Bluthochzeit[8]